# Ferrocarril en Costa de Marfil

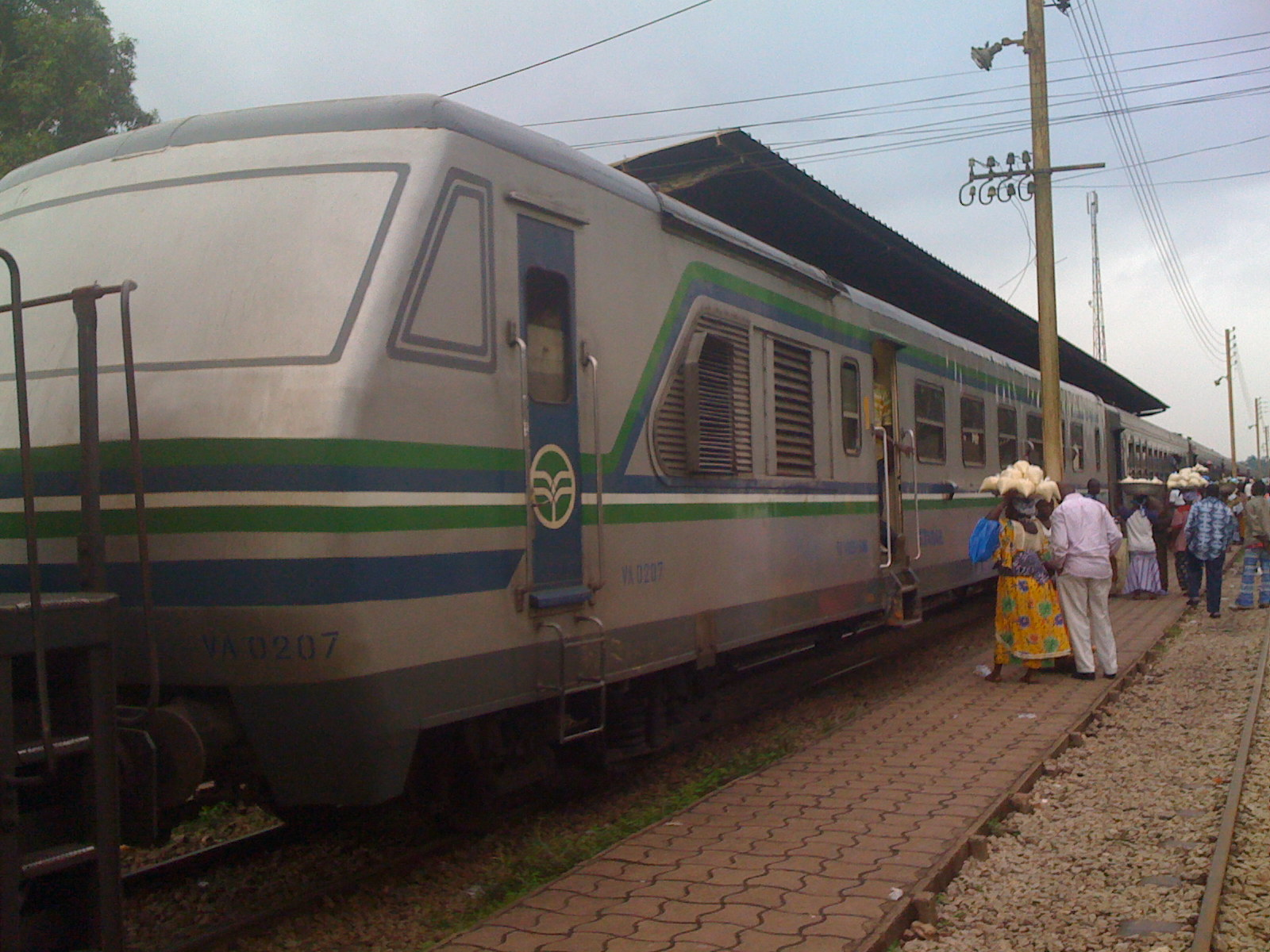
Un tren Sitarail en julio de 2009.

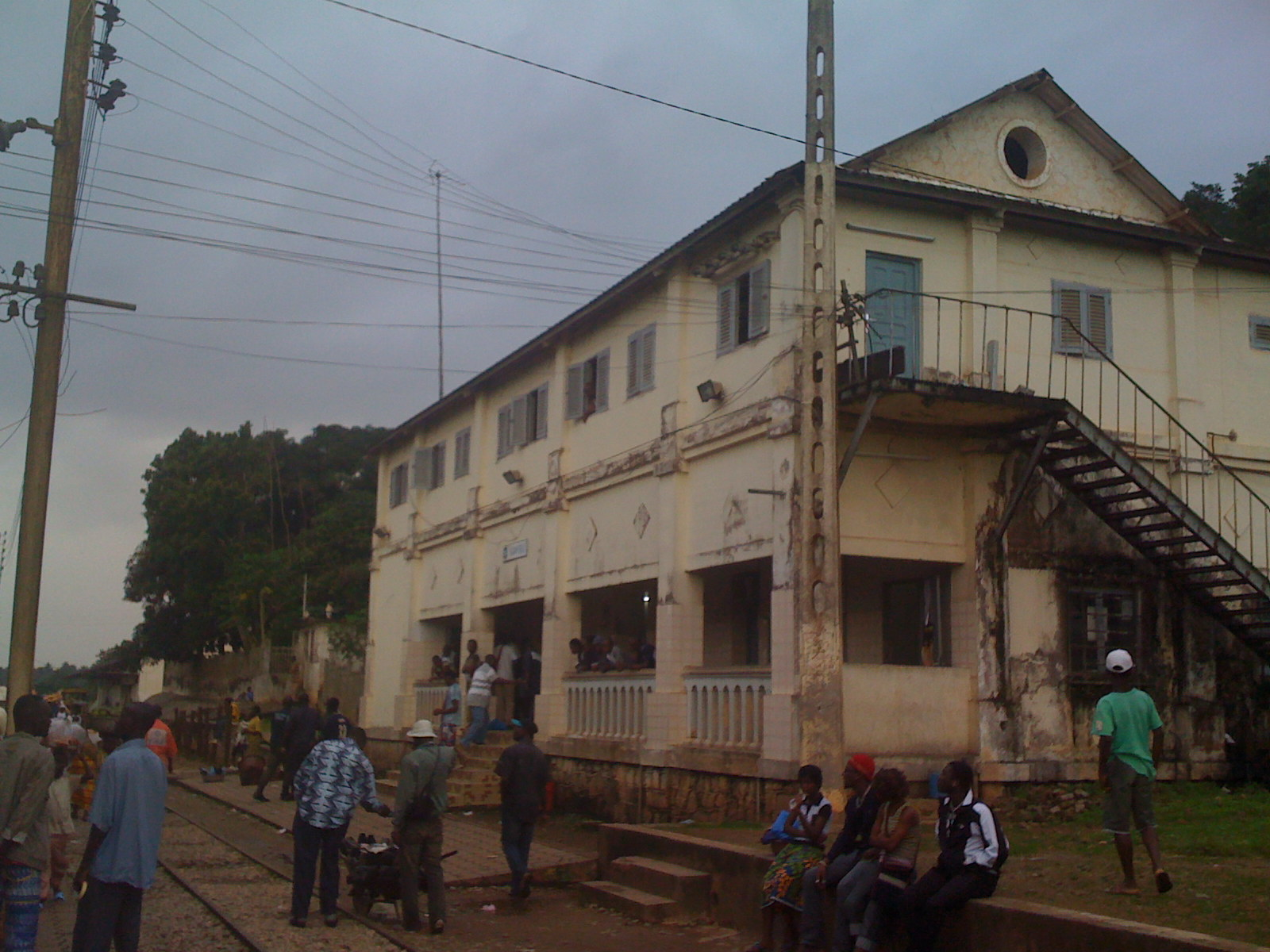
Estación de Agboville en julio de 2009.

Costa de Marfil (Côte d'Ivoire) tiene 660 kilómetros de ferrocarril (estimación de 1995). El ancho de vía es de 1.000 mm.
El ferrocarril se construyó durante el periodo colonial francés y une la ciudad portuaria de Abiyán con Uagadugú, la capital de Burkina Faso.

## Enlaces ferroviarios con países adyacentes
- Burkina Faso - sí - 1.000 mm
- Ghana - no - ruptura del gálibo 1.000 mm / 1.067 mm
- Malí - no - mismo ancho de vía
- Guinea - no - mismo ancho de vía
- Liberia - no - ruptura del gálibo 1.000 mm / 1.435 mm

## Cronología

### 2010
- En octubre de 2010, el gobierno anunció planes para construir una línea de 737 km que uniría el puerto de San Pedro con las minas del oeste del país.[1]

### 2015
- Las dos primeras de las seis locomotoras GT26 llegaron de NRE en junio de 2015.[2]

### 2016
- Se encargaron seis locomotoras a Grindrod.[3]

### 2019
- La Société de Transport Ivoiro-Burkinabe ha adquirido tres vagones eléctricos BDe 4/4 II, tres vagones de conducción ABt y nueve vagones de segunda clase, anteriormente en servicio para Appenzeller Bahnen en Suiza. Se utilizarán en los servicios entre Abiyán (Costa de Marfil) y Uagadugú (Burkina Faso).[4]
- En julio de 2019 se firmó un acuerdo bilateral entre Costa de Marfil y Burkina Faso para la modernización y ampliación de la línea ferroviaria que une Abiyán, Uagadugú y Kaya.[5]

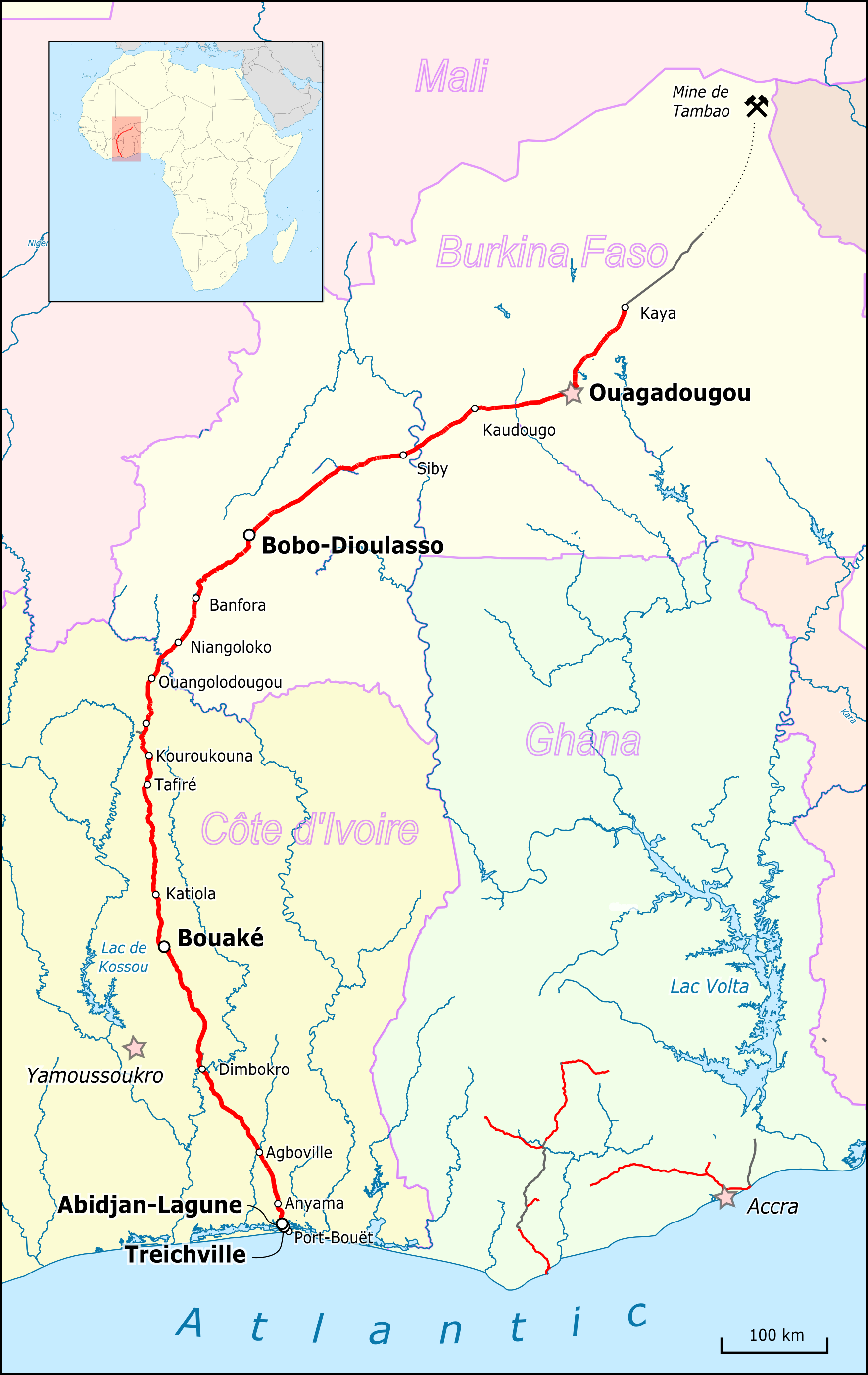
Mapa del ferrocarril Abidjan-Ouagadougou.
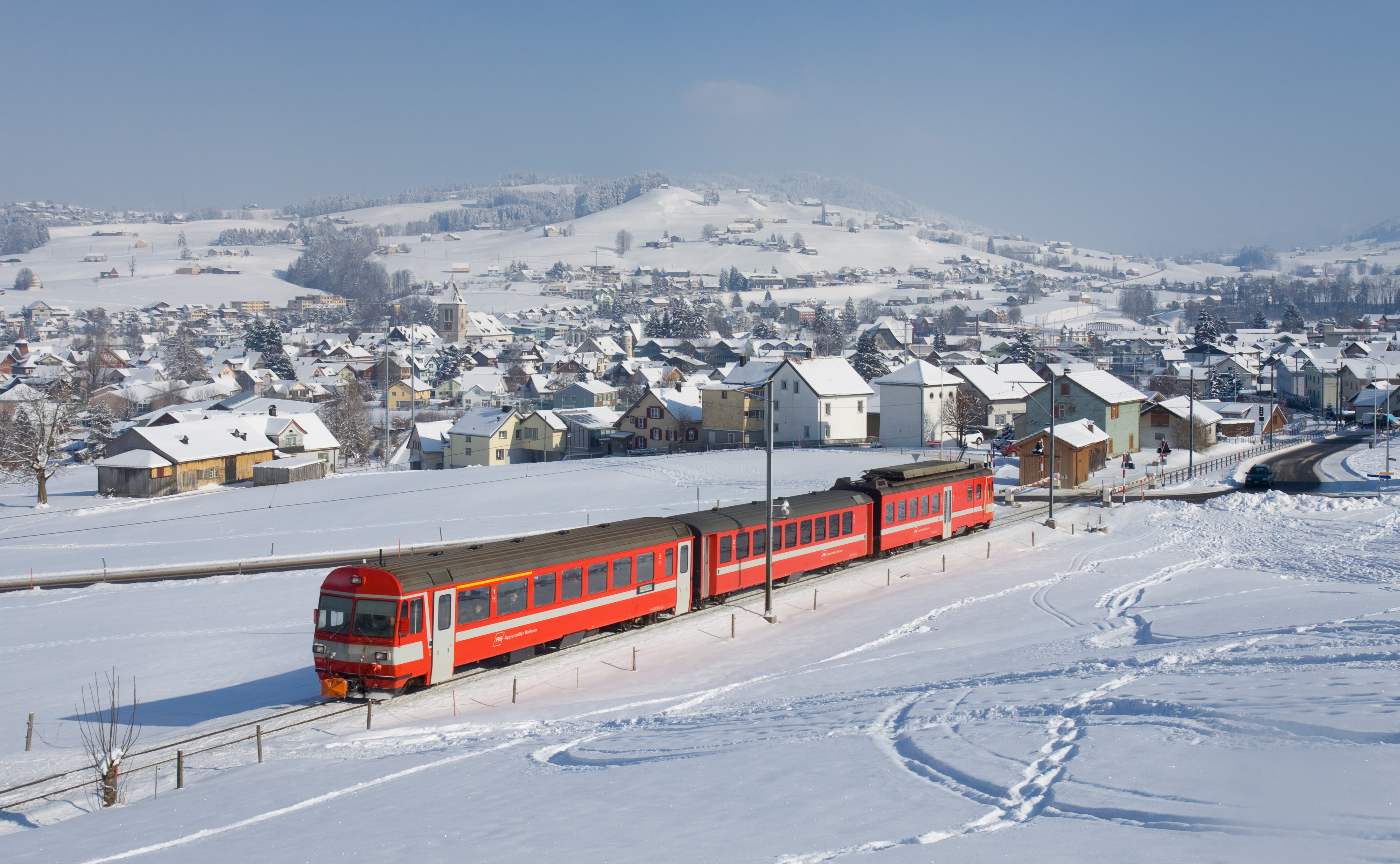
ABt y BDe 4/4 II en Suiza.